# Astronavi nell'abisso
Astronavi nell'abisso, tradotto anche come Capitan Abisso (The Void Captain's Tale), è un romanzo di fantascienza scritto nel 1983 da Norman Spinrad.

## Trama
Come suggerisce il titolo originale "The Void Captain's Tale" (letteralmente "La storia del capitano del vuoto"), si tratta della storia narrata in prima persona da un capitano d'astronavi, il Capitano del Vuoto Genro Kane Gupta: della sua ossessione e di come si compì il suo tragico destino.
Il Capitano del Vuoto Genro era ormai un esperto navigatore dello spazio quando gli fu assegnato il comando della immensa astronave Dragon Zephir con il suo lussuoso modulo passeggeri. Quello che non poteva prevedere - e che segnò inesorabilmente il suo destino - fu l'incontro apparentemente casuale con Dominique Alia Wu, la sua affascinante pilota.
Nella raffinata ed esclusiva "cultura fluttuante" dei viaggiatori delle stelle, un simile incontro è considerato disdicevole e per tradizione viene accuratamente evitato nelle astronavi, tanto che in genere capitano e pilota non solo non si scambiano ritualmente le storie dei loro nomi, ma addirittura non si vedono mai.
In realtà "pilota" è un termine di comodo in qualche modo fuorviante: si tratta di giovani donne, che sono state selezionate per diventare un semplice componente organico del "Circuito di Salto" della nave, rese dipendenti dalla sconvolgente, "orgasmica" esperienza del Salto nel continuum e destinate a consumarsi in una breve vita in stato semicosciente.
In questo modo una tecnologia aliena, eredità di una civiltà scomparsa da tempo, garantisce viaggi oltre le velocità relativistiche aprendo "buchi" nel continuum spaziotemporale, a beneficio dei ricchi passeggeri paganti che hanno fatto del voyage e della sua annoiata, decadente filosofia estetica la loro estrema ragion d'essere.
La tranquillizzante routine di bordo e il consolidato cerimoniale ignorano volutamente l'esistenza del pilota, vera vittima sacrificale del viaggio cosmico, necessaria solo nel momento del salto. Allo stesso modo, la visione del vuoto stellare è sempre "corretta" dal computer come a difendere della fragile psiche degli umani.
Ma che succede se un navigato Capitano del Vuoto viene "contaminato" dal fascino e dalle strane idee del suo pilota, una donna bella, inquietante e gelida, convinta che l'esperienza del Salto sia in realtà il modo per contattare una Realtà Superiore? Ne nasce apparentemente un'ossessione distruttiva, una spaventosa folie à deux che porterà, inevitabilmente, la nave con tutti i suoi occupanti alla tragedia.

## Temi
Assieme a Child of Fortune del 1985, questo romanzo - finalista al Premio Nebula - è considerato come parte di una sorta di "dittico dell'eros". L'eros è infatti visto da Spinrad, innovatore della fantascienza degli anni settanta-ottanta, come una forza che guida l'espansione dell'universo, in grado di condurre lo sguardo dell'essere umano - anche solo per un attimo - oltre il velo di Maya delle illusioni del mondo sensoriale.
In effetti una tale concezione permea il racconto del Capitano Genro, acculturato e filosofico comandante d'astronavi, oltre al trasparente riferimento all'ossessione del capitano Achab nel Moby Dick di Melville.
Alle frequenti disquisizioni filosofiche e ad un linguaggio volutamente caricato di termini tecnologici futuribili, si aggiunge l'uso di un lessico contaminato con vari idiomi, come a seguire il flusso della "cultura fluttuante", una civiltà futura altamente cosmopolita e globalizzata.

## Edizioni
- Norman Spinrad, The Void Captain's Tale, 1983.
- Norman Spinrad, Astronavi nell'abisso, traduzione di Antonella Pieretti, Urania n° 1434, Arnoldo Mondadori Editore, 2002,  p. 245, ISSN 1120-5288.
- Norman Spinrad, Capitan Abisso, Urania ("I capolavori") n° 1619, Arnoldo Mondadori Editore, 2015.